# 肇州 (古代)
肇州，金朝到元朝设置的州。
肇州是遼國的出河店，天祚帝天慶四年（1114年）被女真奪得。金太宗天會八年（1130年）設立肇州，為刺史州。金熙宗天眷元年（1138年）升為防禦州，隸屬上京路。海陵煬王正隆二年（1157年）屬於济州路，金世宗大定十三年（1173年）歸上京路。金章宗承安三年（1198年）為武興軍節度使，後來又為防禦州，泰和八年（1208年）為下等防禦州。金宣宗貞祐二年（1214年）再為節鎮，興定元年（1217年）廢棄于蒙古。治所在始興县（今吉林省前郭爾羅斯蒙古族自治縣西北97里八郎鎮塔虎城古城址）。
元朝遷移到八里城（今黑龍江省肇東縣），為斡赤斤後王屬地，有肇州萬戶府、肇州站。明朝仍有肇州站，在今肇州縣、肇東縣、肇源縣一帶。清朝光緒三十一年（1905年）十二月，以郭爾羅斯後旗墾地設置肇州直隶厅，治所在今黑龍江省肇源縣肇源鎮。1913年（中华民国二年），黑龙江省奉令废府、州、厅，改县。肇州直隶厅改为肇州县。